# Yugawa
Yugawa (湯川村?) è un villaggio giapponese della prefettura di Fukushima.